# São Luiz Gonzaga
São Luiz Gonzaga – miasto i gmina w Brazylii, w stanie Rio Grande do Sul. Znajduje się w mezoregionie Noroeste Rio-Grandense i mikroregionie Santo Ângelo.